# Hotel Alga
L'Hotel Alga és un edifici de Calella de Palafrugell (Baix Empordà), catalogat com a bé cultural d'interès local.

## Descripció
La planta i el volum es formen per agregació dels dormitoris orientats cap al sud i cap a les vistes. Uns lleugers moviments en la disposició fragmenten la linealitat de l'edificació. Les terrasses, que són un filtre funcional, també trenquen el volum principal. La planta baixa, amb les dependències principals, és oberta al jardí. Es vol aconseguir serenor, ordre i amabilitat domèstica. El material petri en els basaments opacs i el color blanc a la resta, així com els buidats a les plantes superiors i inferiors contribueixen a donar sobrietat al conjunt, ordre compositiu i lleugeresa.